# آ۲آ
آ۲آ (به ایتالیایی: A2A) شرکت ابزار ایتالیایی است، که از ادغام دو شرکت ایتالیایی مستقل، آای‌ام میلان و آاس‌ام برشا در سال ۲۰۰۷ تأسیس شده است. 
این شرکت اولین اپراتور ایتالیایی در بخش خصوصی است، که اقدام به تولید بیش از ۱٫۵ تراوات ساعت انرژی الکتریکی از زباله‌های شهری نموده است. 
شرکت آ۲آ به‌عنوان سومین شرکت بزرگ در زمینه تولید و توزیع برق در کشور ایتالیا شناخته می‌شود. این شرکت همچنین در کشورهای اسپانیا، فرانسه، انگلستان و مونته نگرو فعالیت می‌کند. بخشی از سهام شرکت آ۲آ در بازار بورس ایتالیا معامله می‌شود.